# Eishockey-Weltmeisterschaft der Frauen 2014
Die 17. Eishockey-Weltmeisterschaften der Frauen der Internationalen Eishockey-Föderation IIHF waren die Eishockey-Weltmeisterschaften des Jahres 2014. Insgesamt nahmen zwischen dem 19. März und dem 12. April 2014 28 Nationalmannschaften an den fünf Turnieren der Divisionen I und II sowie der Qualifikation teil.
Obwohl in den Jahren eines olympischen Eishockeyturniers bisher nie Weltmeisterschaften stattfanden, richtete der Eishockey-Weltverband IIHF im Jahr 2014 erstmals Weltmeisterschaftsspiele aus. Lediglich das Turnier der Top-Division entfiel weiterhin. Um den Absteiger aus sowie den Aufsteiger in die Top-Division zu ermitteln, trugen der Letztplatzierte des olympischen Eishockeyturniers 2014 sowie der Sieger der Division IA eine Play-off-Runde im Modus Best-of-Three aus.

## Teilnehmer, Austragungsorte und -zeiträume
- Division I
  - Gruppe A: 6. bis 12. April 2014 in Přerov, Tschechien
Teilnehmer:  Dänemark,  Frankreich (Aufsteiger),  Norwegen,  Österreich,  Slowakei,  Tschechien (Absteiger)
  - Gruppe B: 6. bis 12. April 2014 in Ventspils, Lettland
Teilnehmer:  Volksrepublik China,  Kasachstan,  Lettland (Absteiger),  Niederlande,  Nordkorea,  Ungarn (Aufsteiger)

- Division II
  - Gruppe A: 6. bis 12. April 2014 in Asiago, Italien
Teilnehmer:  Australien,  Großbritannien (Absteiger),  Italien,  Neuseeland,  Polen,  Südkorea (Aufsteiger)
  - Gruppe B: 24. bis 30. März 2014 in Reykjavík, Island
Teilnehmer:  Belgien,  Island,  Kroatien,  Slowenien (Absteiger),  Spanien,  Türkei (Aufsteiger)

- Qualifikation zur Division IIB: 19. bis 22. März 2014 in Mexiko-Stadt, Mexiko
  - Teilnehmer:  Bulgarien,  Hongkong (Neuling),  Mexiko (Neuling),  Südafrika (Absteiger)

 Irland verzichtete als letztjähriger Teilnehmer an der Qualifikation zur Gruppe B der Division II auf eine Teilnahme an der diesjährigen Austragung.

## Aufstiegs-Play-off
Die Aufstiegsspiele um den achten Platz in der Top-Division für die Weltmeisterschaft 2015 wurden im Modus Best-of-Three ausgetragen. Hierbei trafen Japan, als der Letztplatzierte des olympischen Eishockeyturniers der Olympischen Winterspiele im russischen Sotschi, sowie Tschechien, der Sieger der Division IA, aufeinander. Die Mannschaft, die von maximal drei Spielen zuerst zwei für sich entscheiden konnte, verblieb in der bzw. stieg in die WM-Gruppe auf, der Verlierer nahm im folgenden Jahr an der Division IA teil.
Die Spiele fanden zwischen dem 8. und 11. November 2014 im japanischen Yokohama in der Präfektur Kanagawa statt. Die Spielstätte war die 18.500 Zuschauer fassende Yokohama Arīna. Japan konnte sich durch einen knappen 2:1-Erfolg im dritten Spiel der Serie für die Top-Division qualifizieren, während die tschechischen Frauen in der Division I verblieben.
| 8. November 2014 14:00 Uhr (Ortszeit) | 8. November 2014 6:00 Uhr (MEZ) | Japan N. Terashima (27:06) S. Koike (53:54) | 2:0 (0:0, 1:0, 1:0) Spielbericht Stand: 1:0 | Tschechien | Yokohama Arīna, Yokohama Zuschauer: 821 |

| 9. November 2014 14:00 Uhr | 9. November 2014 6:00 Uhr | Tschechien A. Polenská (35:14) D. Křížová (49:20) | 2:0 (0:0, 1:0, 1:0) Spielbericht Stand: 1:1 | Japan | Yokohama Arīna, Yokohama Zuschauer: 975 |

| 11. November 2014 14:00 Uhr | 11. November 2014 6:00 Uhr | Japan M. Fujimoto (18:22) A. Nakamura (48:51) | 2:1 (1:0, 0:0, 1:1) Spielbericht Stand: 2:1 | Tschechien T. Vanišová (51:40) | Yokohama Arīna, Yokohama Zuschauer: 868 |

## Division I

### Gruppe A in Přerov, Tschechien
Das Turnier der Gruppe A wurde vom 6. bis 12. April 2014 in der tschechischen Stadt Přerov ausgetragen. Die Spiele fanden im 3.000 Zuschauer fassenden Zimní stadion Přerov statt.
| 6. April 2014 13:00 Uhr (Ortszeit) | Frankreich | 0:3 (0:0, 0:1, 0:2) Spielbericht | Tschechien | Zimní stadion, Přerov Zuschauer: 1.357 |

| 6. April 2014 16:30 Uhr | Norwegen | 6:3 (2:0, 2:1, 2:2) Spielbericht | Slowakei | Zimní stadion, Přerov Zuschauer: 216 |

| 6. April 2014 20:00 Uhr | Österreich | 4:5 n. V. (1:0, 1:0, 2:4, 0:1) Spielbericht | Dänemark | Zimní stadion, Přerov Zuschauer: 153 |

| 7. April 2014 13:00 Uhr | Slowakei | 1:3 (1:0, 0:2, 0:1) Spielbericht | Frankreich | Zimní stadion, Přerov Zuschauer: 177 |

| 7. April 2014 16:30 Uhr | Dänemark | 1:5 (0:3, 0:1, 1:1) Spielbericht | Norwegen | Zimní stadion, Přerov Zuschauer: 164 |

| 7. April 2014 20:00 Uhr | Tschechien | 2:1 (0:0, 1:0, 1:1) Spielbericht | Österreich | Zimní stadion, Přerov Zuschauer: 1.524 |

| 9. April 2014 13:00 Uhr | Frankreich | 7:2 (1:1, 3:0, 3:1) Spielbericht | Österreich | Zimní stadion, Přerov Zuschauer: 150 |

| 9. April 2014 16:30 Uhr | Dänemark | 5:3 (4:0, 1:3, 0:0) Spielbericht | Slowakei | Zimní stadion, Přerov Zuschauer: 231 |

| 9. April 2014 20:00 Uhr | Tschechien | 2:0 (1:0, 1:0, 0:0) Spielbericht | Norwegen | Zimní stadion, Přerov Zuschauer: 1.754 |

| 10. April 2014 13:00 Uhr | Dänemark | 5:1 (1:0, 1:0, 3:1) Spielbericht | Frankreich | Zimní stadion, Přerov Zuschauer: 148 |

| 10. April 2014 16:30 Uhr | Österreich | 5:2 (0:0, 3:2, 2:0) Spielbericht | Norwegen | Zimní stadion, Přerov Zuschauer: 175 |

| 10. April 2014 20:00 Uhr | Slowakei | 1:3 (0:1, 1:0, 0:2) Spielbericht | Tschechien | Zimní stadion, Přerov Zuschauer: 2.041 |

| 12. April 2014 13:00 Uhr | Slowakei | 3:4 n. P. (1:1, 2:0, 0:2, 0:0, 0:1) Spielbericht | Österreich | Zimní stadion, Přerov Zuschauer: 149 |

| 12. April 2014 16:30 Uhr | Norwegen | 4:1 (1:1, 2:0, 1:0) Spielbericht | Frankreich | Zimní stadion, Přerov Zuschauer: 137 |

| 12. April 2014 20:00 Uhr | Tschechien | 5:1 (0:0, 0:1, 5:0) Spielbericht | Dänemark | Zimní stadion, Přerov Zuschauer: 2.014 |

| Pl. |            | Sp | S | OTS | OTN | N | Tore  | Punkte |
| 1.  | Tschechien | 5  | 5 | 0   | 0   | 0 | 15:03 | 15     |
| 2.  | Norwegen   | 5  | 3 | 0   | 0   | 2 | 17:12 | 09     |
| 3.  | Dänemark   | 5  | 2 | 1   | 0   | 2 | 17:18 | 08     |
| 4.  | Frankreich | 5  | 2 | 0   | 0   | 3 | 12:15 | 06     |
| 5.  | Österreich | 5  | 1 | 1   | 1   | 2 | 16:19 | 06     |
| 6.  | Slowakei   | 5  | 0 | 0   | 1   | 4 | 11:21 | 01     |

Abkürzungen: Pl. = Platz, Sp = Spiele, S = Siege, OTS = Siege nach Verlängerung (Overtime) oder Penaltyschießen, OTN = Niederlagen nach Verlängerung oder Penaltyschießen, N = Niederlagen

Erläuterungen: Play-off-Teilnehmer um den Aufstieg in die Top-Division, Absteiger in die Division IB

### Gruppe B in Ventspils, Lettland
Das Turnier der Gruppe B wurde vom 6. bis 12. April 2014 in der lettischen Stadt Ventspils ausgetragen. Die Spiele fanden in der 3.040 Zuschauer fassenden Eishalle des Olimpiskais Centrs statt.
| 6. April 2014 13:00 Uhr (Ortszeit) | Kasachstan | 0:3 (0:1, 0:1, 0:1) Spielbericht | Nordkorea | Olimpiskais Centrs, Ventspils Zuschauer: 115 |

| 6. April 2014 16:30 Uhr | Volksrepublik China | 2:8 (0:2, 2:2, 0:4) Spielbericht | Niederlande | Olimpiskais Centrs, Ventspils Zuschauer: 110 |

| 6. April 2014 20:00 Uhr | Ungarn | 0:4 (0:1, 0:2, 0:1) Spielbericht | Lettland | Olimpiskais Centrs, Ventspils Zuschauer: 510 |

| 7. April 2014 13:00 Uhr | Niederlande | 3:2 n. V. (1:1, 1:1, 0:0, 1:0) Spielbericht | Kasachstan | Olimpiskais Centrs, Ventspils Zuschauer: 102 |

| 7. April 2014 16:30 Uhr | Nordkorea | 4:8 (0:2, 3:3, 1:3) Spielbericht | Ungarn | Olimpiskais Centrs, Ventspils Zuschauer: 72 |

| 7. April 2014 20:00 Uhr | Lettland | 5:1 (1:0, 2:0, 2:1) Spielbericht | Volksrepublik China | Olimpiskais Centrs, Ventspils Zuschauer: 634 |

| 9. April 2014 13:00 Uhr | Ungarn | 1:3 (1:0, 0:2, 0:1) Spielbericht | Volksrepublik China | Olimpiskais Centrs, Ventspils Zuschauer: 83 |

| 9. April 2014 16:30 Uhr | Niederlande | 4:2 (0:2, 2:0, 2:0) Spielbericht | Nordkorea | Olimpiskais Centrs, Ventspils Zuschauer: 138 |

| 9. April 2014 20:00 Uhr | Lettland | 3:1 (1:0, 0:1, 2:0) Spielbericht | Kasachstan | Olimpiskais Centrs, Ventspils Zuschauer: 817 |

| 10. April 2014 13:00 Uhr | Niederlande | 1:2 (0:1, 0:0, 1:1) Spielbericht | Ungarn | Olimpiskais Centrs, Ventspils Zuschauer: 92 |

| 10. April 2014 16:30 Uhr | Volksrepublik China | 2:1 (2:0, 0:0, 0:1) Spielbericht | Kasachstan | Olimpiskais Centrs, Ventspils Zuschauer: 76 |

| 10. April 2014 20:00 Uhr | Nordkorea | 1:3 (0:2, 0:1, 1:0) Spielbericht | Lettland | Olimpiskais Centrs, Ventspils Zuschauer: 841 |

| 12. April 2014 13:00 Uhr | Nordkorea | 0:2 (0:1, 0:0, 0:1) Spielbericht | Volksrepublik China | Olimpiskais Centrs, Ventspils Zuschauer: 115 |

| 12. April 2014 16:30 Uhr | Kasachstan | 1:2 n. V. (0:0, 0:1, 1:0, 0:1) Spielbericht | Ungarn | Olimpiskais Centrs, Ventspils Zuschauer: 130 |

| 12. April 2014 20:00 Uhr | Lettland | 2:0 (1:0, 0:0, 1:0) Spielbericht | Niederlande | Olimpiskais Centrs, Ventspils Zuschauer: 915 |

| Pl. |                     | Sp | S | OTS | OTN | N | Tore  | Punkte |
| 1.  | Lettland            | 5  | 5 | 0   | 0   | 0 | 17:03 | 15     |
| 2.  | Volksrepublik China | 5  | 3 | 0   | 0   | 2 | 10:15 | 09     |
| 3.  | Ungarn              | 5  | 2 | 1   | 0   | 2 | 13:13 | 08     |
| 4.  | Niederlande         | 5  | 2 | 1   | 0   | 2 | 16:10 | 08     |
| 5.  | Nordkorea           | 5  | 1 | 0   | 0   | 4 | 10:17 | 03     |
| 6.  | Kasachstan          | 5  | 0 | 0   | 2   | 3 | 05:13 | 02     |

Abkürzungen: Pl. = Platz, Sp = Spiele, S = Siege, OTS = Siege nach Verlängerung (Overtime) oder Penaltyschießen, OTN = Niederlagen nach Verlängerung oder Penaltyschießen, N = Niederlagen

Erläuterungen: Aufsteiger in die Division IA, Absteiger in die Division IIA

### Auf- und Abstieg
| Absteiger in die Division IA:   | keiner     |
| Aufsteiger in die Top-Division: | keiner     |
| Absteiger in die Division IB:   | Slowakei   |
| Aufsteiger in die Division IA:  | Lettland   |
| Absteiger in die Division IIA:  | Kasachstan |
| Aufsteiger in die Division IB:  | Italien    |

## Division II

### Gruppe A in Asiago, Italien
Das Turnier der Gruppe A wurde vom 6. bis 12. April 2014 in der italienischen Stadt Asiago ausgetragen. Die Spiele fanden im 3.000 Zuschauer fassenden Pala Hodegart statt.
| 6. April 2014 13:15 Uhr (Ortszeit) | Südkorea | 2:1 n. P. (0:1, 1:0, 0:0, 0:0, 1:0) Spielbericht | Neuseeland | Pala Hodegart, Asiago Zuschauer: 125 |

| 6. April 2014 16:45 Uhr | Australien | 2:6 (1:2, 0:2, 1:2) Spielbericht | Großbritannien | Pala Hodegart, Asiago Zuschauer: 250 |

| 6. April 2014 20:30 Uhr | Italien | 5:2 (4:1, 0:1, 1:0) Spielbericht | Polen | Pala Hodegart, Asiago Zuschauer: 400 |

| 7. April 2014 13:15 Uhr | Großbritannien | 2:0 (0:0, 1:0, 1:0) Spielbericht | Neuseeland | Pala Hodegart, Asiago Zuschauer: 150 |

| 7. April 2014 16:45 Uhr | Polen | 2:3 n. P. (1:1, 1:0, 0:1, 0:0, 0:1) Spielbericht | Südkorea | Pala Hodegart, Asiago Zuschauer: 110 |

| 7. April 2014 20:30 Uhr | Italien | 6:2 (3:1, 1:1, 2:0) Spielbericht | Australien | Pala Hodegart, Asiago Zuschauer: 400 |

| 9. April 2014 13:15 Uhr | Großbritannien | 1:4 (1:3, 0:0, 0:1) Spielbericht | Polen | Pala Hodegart, Asiago Zuschauer: 120 |

| 9. April 2014 16:45 Uhr | Australien | 3:2 (0:1, 2:0, 1:1) Spielbericht | Neuseeland | Pala Hodegart, Asiago Zuschauer: 150 |

| 9. April 2014 20:30 Uhr | Italien | 3:1 (2:1, 1:0, 0:0) Spielbericht | Südkorea | Pala Hodegart, Asiago Zuschauer: 380 |

| 10. April 2014 13:15 Uhr | Polen | 7:5 (3:1, 1:2, 3:2) Spielbericht | Australien | Pala Hodegart, Asiago Zuschauer: 100 |

| 10. April 2014 16:45 Uhr | Südkorea | 1:3 (0:0, 0:0, 1:3) Spielbericht | Großbritannien | Pala Hodegart, Asiago Zuschauer: 150 |

| 10. April 2014 20:30 Uhr | Neuseeland | 0:5 (0:2, 0:2, 0:1) Spielbericht | Italien | Pala Hodegart, Asiago Zuschauer: 500 |

| 12. April 2014 13:15 Uhr | Australien | 1:2 (1:0, 0:0, 0:2) Spielbericht | Südkorea | Pala Hodegart, Asiago Zuschauer: 200 |

| 12. April 2014 16:45 Uhr | Neuseeland | 4:3 (0:1, 1:1, 3:1) Spielbericht | Polen | Pala Hodegart, Asiago Zuschauer: 150 |

| 12. April 2014 20:30 Uhr | Großbritannien | 0:1 n. P. (0:0, 0:0, 0:0, 0:0, 0:1) Spielbericht | Italien | Pala Hodegart, Asiago Zuschauer: 1.700 |

| Pl. |                | Sp | S | OTS | OTN | N | Tore  | Punkte |
| 1.  | Italien        | 5  | 4 | 1   | 0   | 0 | 20:05 | 14     |
| 2.  | Großbritannien | 5  | 3 | 0   | 1   | 1 | 12:08 | 10     |
| 3.  | Südkorea       | 5  | 1 | 2   | 0   | 2 | 09:10 | 07     |
| 4.  | Polen          | 5  | 2 | 0   | 1   | 2 | 18:18 | 07     |
| 5.  | Neuseeland     | 5  | 1 | 0   | 1   | 3 | 07:15 | 04     |
| 6.  | Australien     | 5  | 1 | 0   | 0   | 4 | 13:23 | 03     |

Abkürzungen: Pl. = Platz, Sp = Spiele, S = Siege, OTS = Siege nach Verlängerung (Overtime) oder Penaltyschießen, OTN = Niederlagen nach Verlängerung oder Penaltyschießen, N = Niederlagen

Erläuterungen: Aufsteiger in die Division IB, Absteiger in die Division IIB

### Gruppe B in Reykjavík, Island
Das Turnier der Gruppe B wurde vom 24. bis 30. März 2014 in der isländischen Hauptstadt Reykjavík ausgetragen. Die Spiele fanden in der 1.500 Zuschauer fassenden Skautahöllin í Laugardal statt.
| 24. März 2014 13:00 Uhr (Ortszeit) | Spanien | 5:0 (1:0, 2:0, 2:0) Spielbericht | Belgien | Skautahöllin í Laugardal, Reykjavík Zuschauer: 78 |

| 24. März 2014 16:30 Uhr | Kroatien | 3:2 (0:0, 2:1, 1:1) Spielbericht | Slowenien | Skautahöllin í Laugardal, Reykjavík Zuschauer: 114 |

| 24. März 2014 20:00 Uhr | Türkei | 2:3 (0:0, 0:2, 2:1) Spielbericht | Island | Skautahöllin í Laugardal, Reykjavík Zuschauer: 358 |

| 25. März 2014 13:00 Uhr | Spanien | 5:7 (2:2, 1:3, 2:2) Spielbericht | Kroatien | Skautahöllin í Laugardal, Reykjavík Zuschauer: 107 |

| 25. März 2014 16:30 Uhr | Belgien | 2:1 n. V. (0:0, 0:0, 1:1, 1:0) Spielbericht | Türkei | Skautahöllin í Laugardal, Reykjavík Zuschauer: 132 |

| 25. März 2014 20:00 Uhr | Slowenien | 5:2 (1:1, 1:0, 3:1) Spielbericht | Island | Skautahöllin í Laugardal, Reykjavík Zuschauer: 249 |

| 27. März 2014 13:00 Uhr | Slowenien | 4:0 (0:0, 2:0, 2:0) Spielbericht | Belgien | Skautahöllin í Laugardal, Reykjavík Zuschauer: 112 |

| 27. März 2014 16:30 Uhr | Spanien | 6:3 (1:0, 2:2, 3:1) Spielbericht | Türkei | Skautahöllin í Laugardal, Reykjavík Zuschauer: 147 |

| 27. März 2014 20:00 Uhr | Kroatien | 3:0 (0:0, 1:0, 2:0) Spielbericht | Island | Skautahöllin í Laugardal, Reykjavík Zuschauer: 157 |

| 28. März 2014 13:00 Uhr | Türkei | 1:8 (0:4, 0:2, 1:2) Spielbericht | Slowenien | Skautahöllin í Laugardal, Reykjavík Zuschauer: 103 |

| 28. März 2014 16:30 Uhr | Belgien | 0:8 (0:4, 0:2, 0:2) Spielbericht | Kroatien | Skautahöllin í Laugardal, Reykjavík Zuschauer: 174 |

| 28. März 2014 20:00 Uhr | Island | 0:3 (0:1, 0:1, 0:1) Spielbericht | Spanien | Skautahöllin í Laugardal, Reykjavík Zuschauer: 178 |

| 30. März 2014 13:00 Uhr | Kroatien | 5:1 (3:0, 1:1, 1:0) Spielbericht | Türkei | Skautahöllin í Laugardal, Reykjavík Zuschauer: 123 |

| 30. März 2014 16:30 Uhr | Slowenien | 5:3 (2:2, 3:0, 0:1) Spielbericht | Spanien | Skautahöllin í Laugardal, Reykjavík Zuschauer: 124 |

| 30. März 2014 20:00 Uhr | Island | 3:1 (0:0, 2:0, 1:1) Spielbericht | Belgien | Skautahöllin í Laugardal, Reykjavík Zuschauer: 309 |

| Pl. |           | Sp | S | OTS | OTN | N | Tore  | Punkte |
| 1.  | Kroatien  | 5  | 5 | 0   | 0   | 0 | 26:08 | 15     |
| 2.  | Slowenien | 5  | 4 | 0   | 0   | 1 | 24:09 | 12     |
| 3.  | Spanien   | 5  | 3 | 0   | 0   | 2 | 22:15 | 09     |
| 4.  | Island    | 5  | 2 | 0   | 0   | 3 | 08:14 | 06     |
| 5.  | Belgien   | 5  | 0 | 1   | 0   | 4 | 03:21 | 02     |
| 6.  | Türkei    | 5  | 0 | 0   | 1   | 4 | 08:24 | 01     |

Abkürzungen: Pl. = Platz, Sp = Spiele, S = Siege, OTS = Siege nach Verlängerung (Overtime) oder Penaltyschießen, OTN = Niederlagen nach Verlängerung oder Penaltyschießen, N = Niederlagen

Erläuterungen: Aufsteiger in die Division IIA, Absteiger in die Qualifikation zur Division IIB

### Auf- und Abstieg
| Absteiger in die Division IIA:                   | Kasachstan |
| Aufsteiger in die Division IB:                   | Italien    |
| Absteiger in die Division IIB:                   | Australien |
| Aufsteiger in die Division IIA:                  | Kroatien   |
| Absteiger in die Qualifikation zur Division IIB: | Türkei     |
| Aufsteiger in die Division IIB:                  | Mexiko     |

## Qualifikation zur Division IIB
Die Qualifikation zur Gruppe B der Division II wurde vom 19. bis 22. März 2014 in der mexikanischen Hauptstadt Mexiko-Stadt ausgetragen. Die Spiele fanden im 4.155 Zuschauer fassenden Icedome México Sur statt.
Mit drei Siegen qualifizierte sich der Gastgeber und WM-Neuling Mexiko für das Turnier der Gruppe B der Division II im Jahr 2015.
| 19. März 2014 16:30 Uhr (Ortszeit) | 19. März 2014 23:30 Uhr (MEZ) | Hongkong | 2:5 (1:1, 1:3, 0:1) Spielbericht | Südafrika | Icedome, Mexiko-Stadt Zuschauer: 50 |

| 19. März 2014 19:30 Uhr | 20. März 2014 2:30 Uhr | Bulgarien | 2:12 (1:5, 1:2, 0:5) Spielbericht | Mexiko | Icedome, Mexiko-Stadt Zuschauer: 50 |

| 21. März 2014 16:30 Uhr | 21. März 2014 23:30 Uhr | Bulgarien | 4:2 (1:0, 2:1, 1:1) Spielbericht | Hongkong | Icedome, Mexiko-Stadt Zuschauer: 50 |

| 21. März 2014 19:30 Uhr | 22. März 2014 2:30 Uhr | Südafrika | 0:5 (0:4, 0:1, 0:0) Spielbericht | Mexiko | Icedome, Mexiko-Stadt Zuschauer: 50 |

| 22. März 2014 16:30 Uhr | 22. März 2014 23:30 Uhr | Südafrika | 2:1 n. V. (0:0, 1:1, 0:0, 1:0) Spielbericht | Bulgarien | Icedome, Mexiko-Stadt Zuschauer: 50 |

| 22. März 2014 19:30 Uhr | 23. März 2014 2:30 Uhr | Mexiko | 1:0 (1:0, 0:0, 0:0) Spielbericht | Hongkong | Icedome, Mexiko-Stadt Zuschauer: 50 |

| Pl. |           | Sp | S | OTS | OTN | N | Tore  | Punkte |
| 1.  | Mexiko    | 3  | 3 | 0   | 0   | 0 | 18:02 | 9      |
| 2.  | Südafrika | 3  | 1 | 1   | 0   | 1 | 07:08 | 5      |
| 3.  | Bulgarien | 3  | 1 | 0   | 1   | 1 | 07:16 | 4      |
| 4.  | Hongkong  | 3  | 0 | 0   | 0   | 3 | 04:10 | 0      |

Abkürzungen: Pl. = Platz, Sp = Spiele, S = Siege, OTS = Siege nach Verlängerung (Overtime) oder Penaltyschießen, OTN = Niederlagen nach Verlängerung oder Penaltyschießen, N = Niederlagen

Erläuterungen: Aufsteiger in die Division IIB

### Auf- und Abstieg
| Absteiger in die Qualifikation zur Division IIB: | Türkei |
| Aufsteiger in die Division IIB:                  | Mexiko |